# Mitja Valenčič
Mitja Valenčič, né le 1er février 1978 à Cerklje na Gorenjskem, est un skieur alpin slovène spécialiste du slalom. Il a notamment terminé en sixième position du slalom des Jeux olympiques d'hiver de 2010.

## Biographie
Membre du club de Kranj, il commence sa carrière en 1994, avant de participer à sa première épreuve de Coupe du monde à Kranjska Gora en 1997.
Il est sélectionné pour ses premiers championnats du monde en 1999, où il est 23e du slalom.
Il obtient son premier top dix en 2003 en étant neuvième à Madonna di Campiglio.
Aux Jeux olympiques d'hiver de 2006, il est douzième du slalom géant et ne termine pas le slalom. Il est un an plus tard neuvième aux Championnats du monde d'Åre en slalom géant. 
En janvier 2010, il enregistre son meilleur résultat en Coupe du monde en se plaçant quatrième du slalom de Zagreb. Un mois plus tard, aux Jeux olympiques de Vancouver, il se classe sixième du slalom, établissant sa meilleure performance en grand championnat.
En 2011, après une treizième place aux Championnats du monde à Garmisch-Partenkirchen, il signe son meilleur résultat de l'hiver avec une sixième place en slalom à Kranjska Gora, en Slovénie. Lors de la saison suivante, Valencic réussit sa saison la plus régulière en termes de résultats, avec le 14e rang au classement de slalom en Coupe du monde et une cinquième place sur la manche de Beaver Creek notamment. Aux Championnats du monde 2013 à Schladming, il est dixième du slalom.
Pour son dernier rendez-vous majeur, il est onzième en slalom aux Jeux olympiques de Sotchi 2014.

## Palmarès

### Jeux olympiques d'hiver
| Épreuve / Édition | Slalom géant | Slalom |
| JO 2006 Turin     | 12e          | DNF    |
| JO 2010 Vancouver | —            | 6e     |
| JO 2014 Sotchi    | —            | 11e    |

Légende :
- — : Mitja Valenčič n'a pas participé à cette épreuve

### Championnats du monde
| Édition / Épreuve                    | Slalom  | Slalom géant |
| ------------------------------------ | ------- | ------------ |
| Mondiaux 1999 Vail                   | 23e     |              |
| Mondiaux 2003 Saint-Moritz           |         | Abandon      |
| Mondiaux 2005 Bormio                 | 15e     | 21e          |
| Mondiaux 2007 Åre                    | Abandon | 9e           |
| Mondiaux 2009 Val d'Isère            | Abandon |              |
| Mondiaux 2011 Garmisch-Partenkirchen | 13e     |              |
| Mondiaux 2013 Schladming             | 10e     |              |

### Coupe du monde
- Meilleur classement général : 48e en 2012.
- Meilleur résultat : 4e à Zagreb en 2010.

#### Classements en Coupe du monde
| Année/Classement | Général | Général | Descente | Descente | Slalom géant | Slalom géant | Slalom | Slalom | Super G | Super G | Combiné | Combiné |
| Année/Classement | Class.  | Points  | Class.   | Points   | Class.       | Points       | Class. | Points | Class.  | Points  | Class.  | Points  |
| ---------------- | ------- | ------- | -------- | -------- | ------------ | ------------ | ------ | ------ | ------- | ------- | ------- | ------- |
| 1998             | 116e    | 13      | -        | -        | -            | -            | 48e    | 13     | -       | -       | -       | -       |
| 1999             | 99e     | 24      | -        | -        | -            | -            | 41e    | 24     | -       | -       | -       | -       |
| 2000             | 87e     | 58      | -        | -        | -            | -            | 37e    | 58     | -       | -       | -       | -       |
| 2002             | 119e    | 16      | -        | -        | -            | -            | 50e    | 16     | -       | -       | -       | -       |
| 2003             | 132e    | 9       | -        | -        | -            | -            | 53e    | 9      | -       | -       | -       | -       |
| 2004             | 74e     | 75      | -        | -        | 40e          | 20           | 34e    | 55     | -       | -       | -       | -       |
| 2005             | 100e    | 31      | -        | -        | 48e          | 14           | 48e    | 17     | -       | -       | -       | -       |
| 2006             | 93e     | 39      | -        | -        | 51e          | 7            | 39e    | 32     | -       | -       | -       | -       |
| 2007             | 90e     | 59      | -        | -        | 44e          | 5            | 32e    | 54     | -       | -       | -       | -       |
| 2008             | 96e     | 43      | -        | -        | -            | -            | 36e    | 43     | -       | -       | -       | -       |
| 2009             | 69e     | 92      | -        | -        | -            | -            | 24e    | 92     | -       | -       | -       | -       |
| 2010             | 59e     | 126     | -        | -        | -            | -            | 16e    | 126    | -       | -       | -       | -       |
| 2011             | 63e     | 123     | -        | -        | -            | -            | 22e    | 123    | -       | -       | -       | -       |
| 2012             | 48e     | 202     | -        | -        | -            | -            | 14e    | 202    | -       | -       | -       | -       |
| 2013             | 86e     | 47      | -        | -        | -            | -            | 32e    | 47     | -       | -       | -       | -       |
| 2014             | 83e     | 54      | -        | -        | -            | -            | 29e    | 54     | -       | -       | -       | -       |

### Coupe d'Europe
- 2 podiums, dont 1 victoire.

### Championnats de Slovénie
- Champion de slalom géant en 2006.
- Champion de slalom en 2007, 2011 et 2013.